# Turku

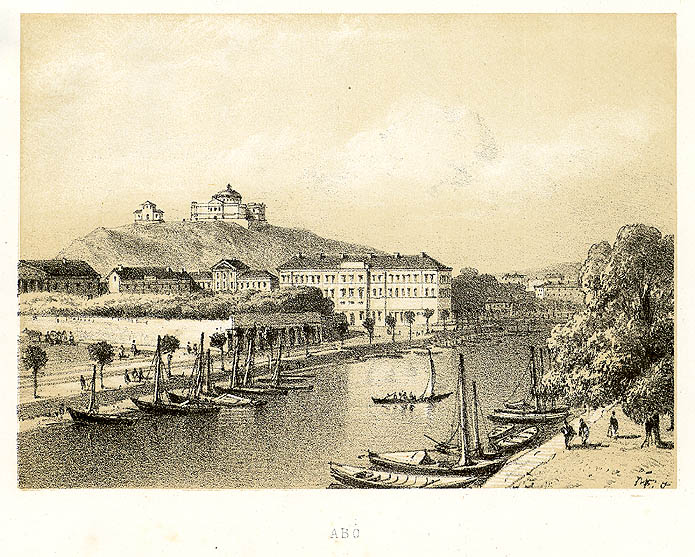
Miasto w roku 1856

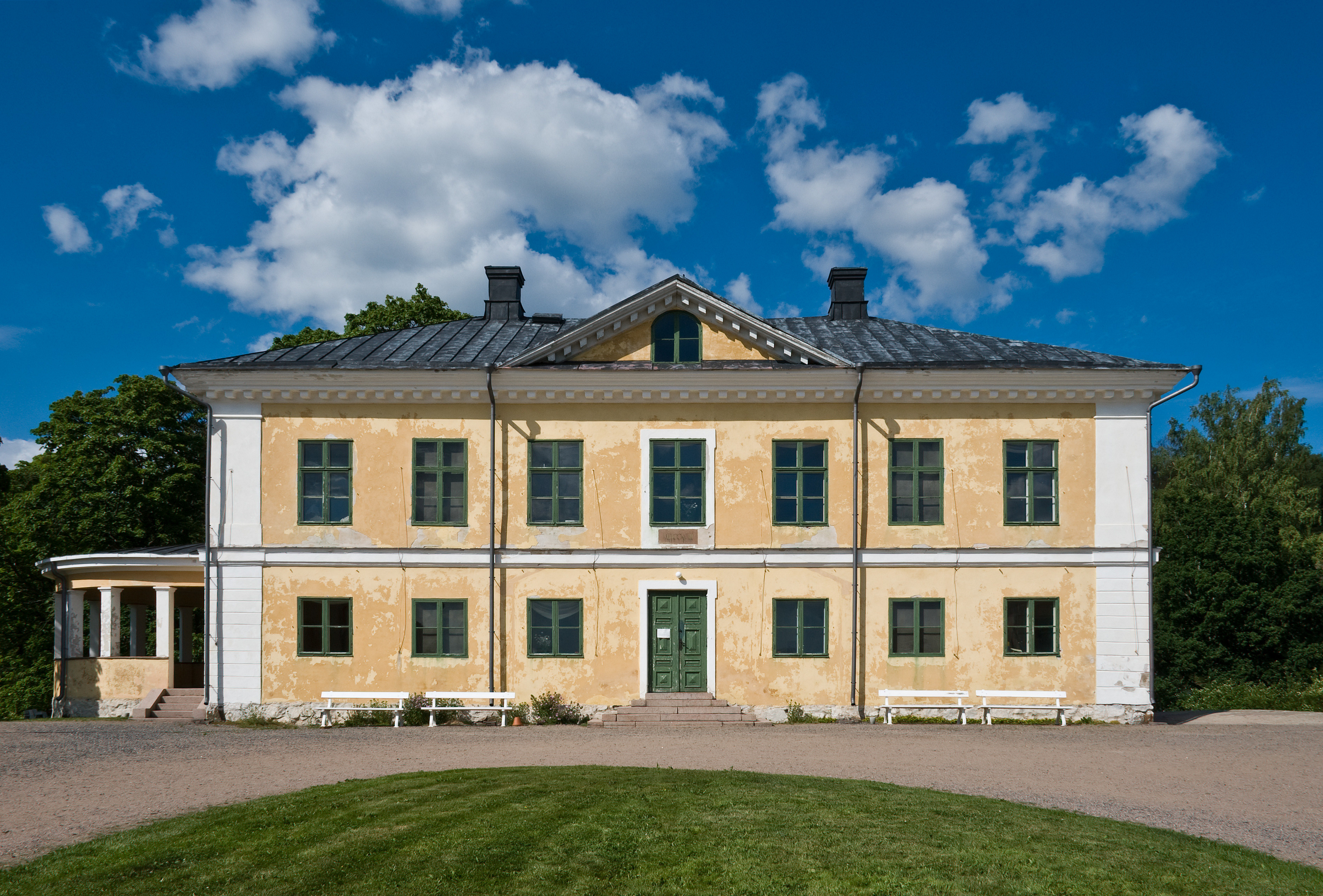
Dwór Brinkhall na wyspie Kakskerta w Turku

Turku (fiń. Turku, szw. Åbo, ros. Турку) – miasto w południowo-zachodniej Finlandii, u ujścia rzeki Aurajoki. Stolica kraju do roku 1812 (oficjalnie od 1809), najstarsze miasto fińskie. Liczy ponad 197 tys. mieszkańców (2022). Uniwersytet założony w 1640 roku. Obecnie stolica regionu Varsinais-Suomi, do 2009 roku prowincji Finlandia Zachodnia, ważny port (w 2018 obsłużył 3,3 mln pasażerów). Rozwinięty przemysł stoczniowy, metalowy, włókienniczy, spożywczy, maszynowy oraz hutniczy. W skład zespołu miejskiego wchodzą: Raisio, Kaarina i Naantali. Jest atrakcyjnym turystycznie miejscem. Działa tam także m.in. polski konsulat honorowy. W mieście widoczne są bardzo silne wpływy kultury szwedzkiej.
Nazwa Turku pochodzi od staroruskiego słowa tǔrgǔ oznaczającego targ.

## Historia
Tereny dzisiejszego Turku zamieszkane były już w okresie epoki brązu. W VIII-X w. był ważną osadą handlową i stolicą księstwa Varsinais-Suomi. Źródła historyczne wymieniają je w kontekście prób podboju i chrystianizacji kraju przez Eryka IX. W 1154 wysłano tam angielskiego biskupa Henryka, który popadł w konflikt z miejscowym bogatym rolnikiem i został przez niego zabity.
Od początku średniowiecza Turku było stolicą kraju. Było w strefie wpływów szwedzkich. Rozwinęło się wtedy w duże miasto. Wybudowano wiele kościołów romańskich, a w późniejszym czasie gotyckich. W roku 1249 ufundowano klasztor Dominikanów, zaś w 1300 poświęcona została katedra. W Turku powstało biskupstwo obejmujące niemal całą dzisiejszą Finlandię, które niedługo później stało się arcybiskupstwem. W XIV wieku miasto należało do związku miast hanzeatyckich.
Najlepszym dla Turku był wiek XVI. Nie zagrażały mu żadne najazdy i miasto rozwijało się. W latach 1558–1563, gdy księciem Finlandii był Jan III (po fińsku Juhana Herttua), mąż Katarzyny Jagiellonki (Katariina Jagellonica), próbowano oddzielić się od Szwecji. Przez kilka lat Szwedzi oblegali zamek Turunlinna, a po zdobyciu, usunęli z urzędu Jana III. Następne lata dla miasta były znacznie gorsze. Pod koniec XVI w. wojny spowolniły rozwój Turku. Poprawa nastąpiła w 1637 roku, kiedy księciem (gubernatorem) został Per Brahe (fiń. Pietari Brahe). Założył szkoły, oraz w 1640 namówił królową Krystynę do ufundowania uniwersytetu (nastąpiło to 26 marca).
W latach 1713–1721, podczas wojny północnej Rosjanie okupowali miasto. W 1809 roku wraz z całą Finlandią miasto przeszło pod panowanie rosyjskie. Finlandia, początkowo, uzyskała pewną autonomię w Imperium Rosyjskim. W 1812 Turku przestało być stolicą Finlandii. Zostały nią Helsinki. W 1827 roku wielki pożar strawił dużą część miasta. Po pożarze budowano, w miejsce dotychczasowej zabudowy drewnianej, klasycystyczne budynki. Pod koniec XIX wieku wybudowano linię kolejową. W 1917 roku Finlandia uzyskała niepodległość. 25-26 czerwca 1941 miasto zostało bez wypowiedzenia wojny zbombardowane przez lotnictwo sowieckie. Bombardowanie spowodowało w mieście szereg zniszczeń (ucierpiał m.in. miejscowy zamek) i stało się bezpośrednią przyczyną wypowiedzenia przez Finlandię wojny ZSRR i rozpoczęcia tzw. wojny kontynuacyjnej (1941-1944).
Po II wojnie światowej do miasta przyłączono Naantali, Raisio i Kaarina. Obecnie w mieście rozwija się przemysł stoczniowy, a samo miasto jest ważnym węzłem komunikacji promowej do Szwecji i ośrodkiem akademickim. W okolicy miasta są ośrodki wypoczynkowe. W Naantali park rodzinny Dolina Muminków.
W 2011 roku miasto to otrzymało tytuł Europejskiej Stolicy Kultury.

## Atrakcje
Najważniejszym zabytkiem w Turku jest zamek, wybudowany u ujścia rzeki Aurajoki w 1280, który był wielokrotnie przebudowywany. Okres jego świetności przypadał na połowę wieku XVI, podczas panowania księcia Jana III Wazy i Katarzyny Jagiellonki. Pod koniec XVI wieku był tam więziony król szwedzki Eryk XIV. W zamku można zwiedzać lochy, sale zamkowe oraz muzeum poświęcone historii Finlandii, a w szczególności historii Turku.
Budynki w centrum miasta pochodzą z XV-XIX wieku. Duża część uległa pożarowi w 1827 roku, lecz nadal można zobaczyć wiele drewnianych domów, nawiązujących do architektury rosyjskiej, kiedy miasto było pod rosyjską okupacją. W jednym z domów znajduje się zabytkowa apteka. W Naantali drewniany budynek teatru letniego wybudowany dla licznie wypoczywających w XIX wieku Rosjan (obecnie we wnętrzu mieści się restauracja). Wiele innych zabytków można spotkać na obrzeżach miasta.

### Główne atrakcje
- Zamek z XIII-XIV w. – najstarszy znany zamek w Finlandii, była siedziba gubernatorów i książąt, obecnie muzeum
- Katedra z 1250 roku
- Pozostałości średniowiecznego miasta IX-XIV w.

### Inne atrakcje
| - Åbo Akademi – uniwersytet założony w 1918 roku - Muzeum sztuki (Turun taidemuseo), projekt Gustav Nyström z 1904 r. - Kaplica Totta z 1540 roku w Katedrze - Plac Vanha suurtori - Rynek (Kauppatori) - Muzeum Katedralne z 1600 roku - Muzeum Sibeliusa z 1968 roku - Teatr z 1838 roku - Teatr Szwedzki (Åbo Svenska Teater) z 1839 przy Rynku - Dom Qwensela (Qwenselin talo), najstarszy zachowany dom mieszczański z 1694 r. - Muzeum Farmacji z 1695 roku - Muzeum rzeźbiarza Wäinö Aaltonena (Wäinö Aaltosen museo) z 1967 roku - Muzeum rzemieślnicze Luostarinmäki (XIX w.) - Muzeum Aboa Vetus, poświęcone średniowiecznej historii Turku, i Ars Nova, muzeum sztuki współczesnej, z 1995 roku - Muzeum Przyrodnicze z 1907 roku - Muzeum Ett Hem z 1885 roku, prezentuje życie mieszczaństwa XIX i XX w. - Kościół św. Michała (Mikaelinkirkko), neogotycki kościół z 1905 roku - Kościół św. Katarzyny (Pyhän Katariinan kirkko) z 1309 roku - Kościół Martinkirkko, funkcjonalistyczny kościół z 1933 r. w dzielnicy Martti - Kościół na wyspie Kakskerta z 1450 roku - Kościół na wyspie Kuusisto z 1792 roku - Kaplica Kankaisten kappeli w Katedrze z 1655 roku - Kościół drewniany w Paattinen z 1909 roku - Cerkiew św. Aleksandry (1839-1845), projekt Carl Ludwig Engel, przy Rynku - Kamienica Brinkkala (Brinkkalan talo) z XVII w. przy Vanha Suurtori |  | - Stary ratusz (Vanha Raatihuone) z 1830 roku przy Vanha Suurtori - Ratusz (Kaupungintalo) z 1885 r. przy rzece Aurajoki - Biblioteka miejska (Kaupunginkirjasto), stara część z. 1903, nowa część z. 2007 - Posąg Pera (Pietari) Brahe z 1870 roku - Restauracja „Herman” z 1849 roku - Obserwatorium Vartiovuori z 1795 roku - Ruiny Pałacu Biskupiego z 1315 roku - Forum Marinum, muzeum morskie - Dworzec Kolejowy (Turun päärautatieasema) z 1940 roku - Park Muminków (Muumimaailma) w Naantali z 1970 roku - Kultaranta z 1914-1916 roku, letnia rezydencja prezydenta Finlandii - Synagoga z 1912 roku - Port Arthur, stara dzielnica drewniana z XIX w. - Wyspa Ruissalo ze starymi drewnianymi willami i uniwersyteckim ogrodem botanicznym |

## Sport
- ÅIFK Turku – klub piłkarski
- Turun Palloseura – klub piłkarski
- Inter Turku – klub piłkarski
- Veritas Stadion – stadion piłkarski klubów Inter i TPS
- Turun Palloseura – klub hokejowy
- TuTo Hockey – klub hokejowy

## Miasta partnerskie
- Århus (Dania)
- Bergen (Norwegia)
- Bratysława (Słowacja)
- Florencja (Włochy)
- Gdańsk (Polska)
- Göteborg (Szwecja)
- Kolonia (Niemcy)
- Konstanca (Rumunia)
- Królewiec (Rosja)
- Kuressaare (Estonia)
- Rostock (Niemcy)
- Petersburg (Rosja)
- Segedyn (Węgry)
- Tartu (Estonia)
- Tallinn (Estonia)
- Tiencin (Chiny)
- Warna (Bułgaria)